# سیارک ۱۴۰۲۵
سیارک ۱۴۰۲۵ (به انگلیسی: 14025 Fallada، نامگذاری:1994RR11) چهارده هزار و بیست و پنجمین سیارک کشف شده‌است که در ۲ سپتامبر ۱۹۹۴ کشف شد.
قدر مطلق سیارک برابر ۱۴٫۰۰ است.